# Mazda CX-8
Der Mazda CX-8 ist ein Sport Utility Vehicle des japanischen Automobilherstellers Mazda. Auf dem globalen Markt war es zwischen CX-5 und CX-9 positioniert. Auf einigen Märkten wie dem japanischen Heimatmarkt stellte es das Topmodell dar, da dort der CX-9 nicht angeboten wurde. Unter anderem wurde das SUV auch in Australien, China und Malaysia verkauft.

## Geschichte
Vorgestellt wurde das SUV, das als Sechs- oder Siebensitzer erhältlich ist, im September 2017. Öffentlichkeitspremiere hatte es im darauffolgenden Monat im Rahmen der Tokyo Motor Show. Marktstart war im Dezember 2017. Eine überarbeitete Version wurde im November 2022 präsentiert. Außerhalb Asiens oder Australiens wurde das Fahrzeug nicht angeboten. Die Produktion endete im Dezember 2023. Hergestellt wurde der CX-8 im japanischen Hiroshima, im malaiischen Kulim und im chinesischen Nanjing.

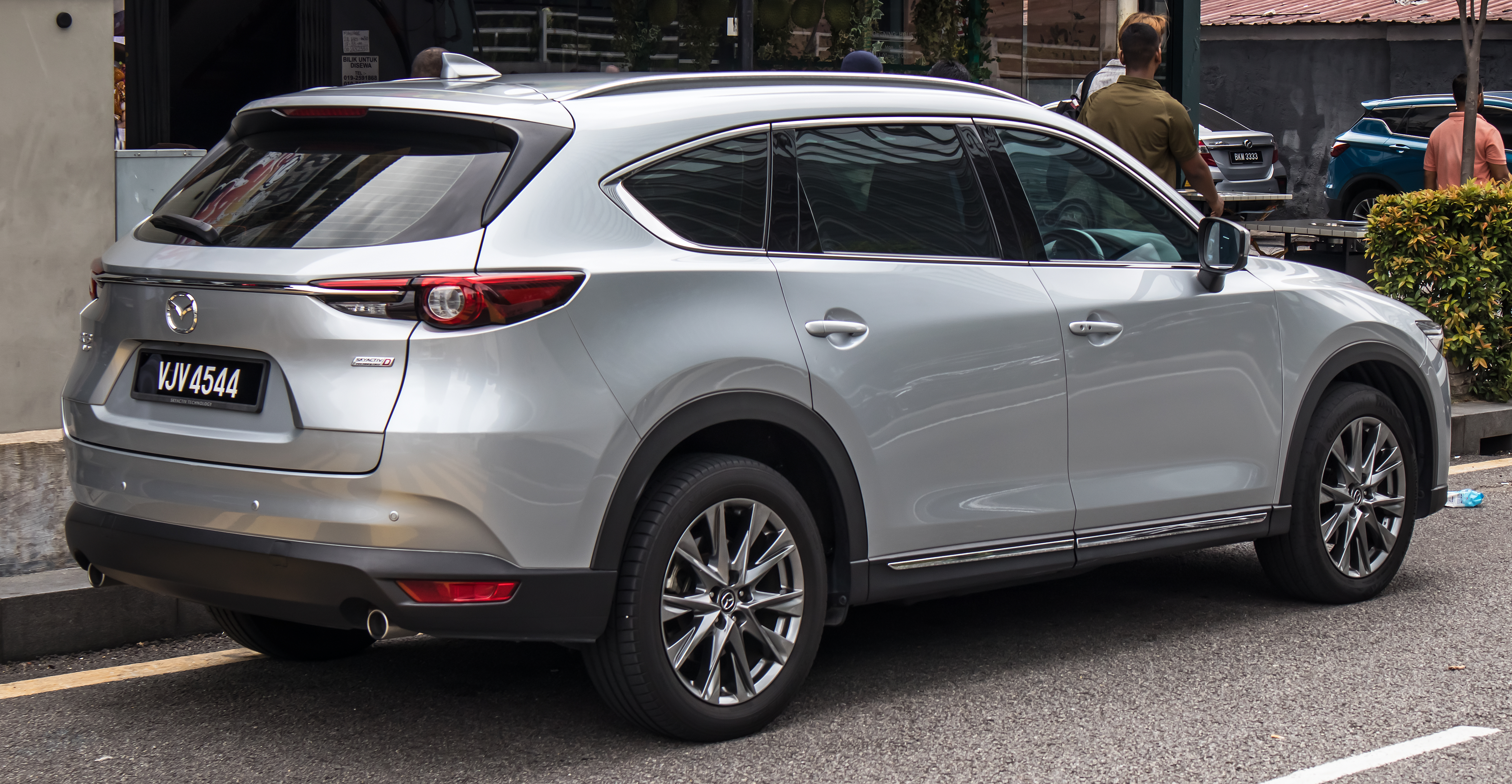
Heckansicht
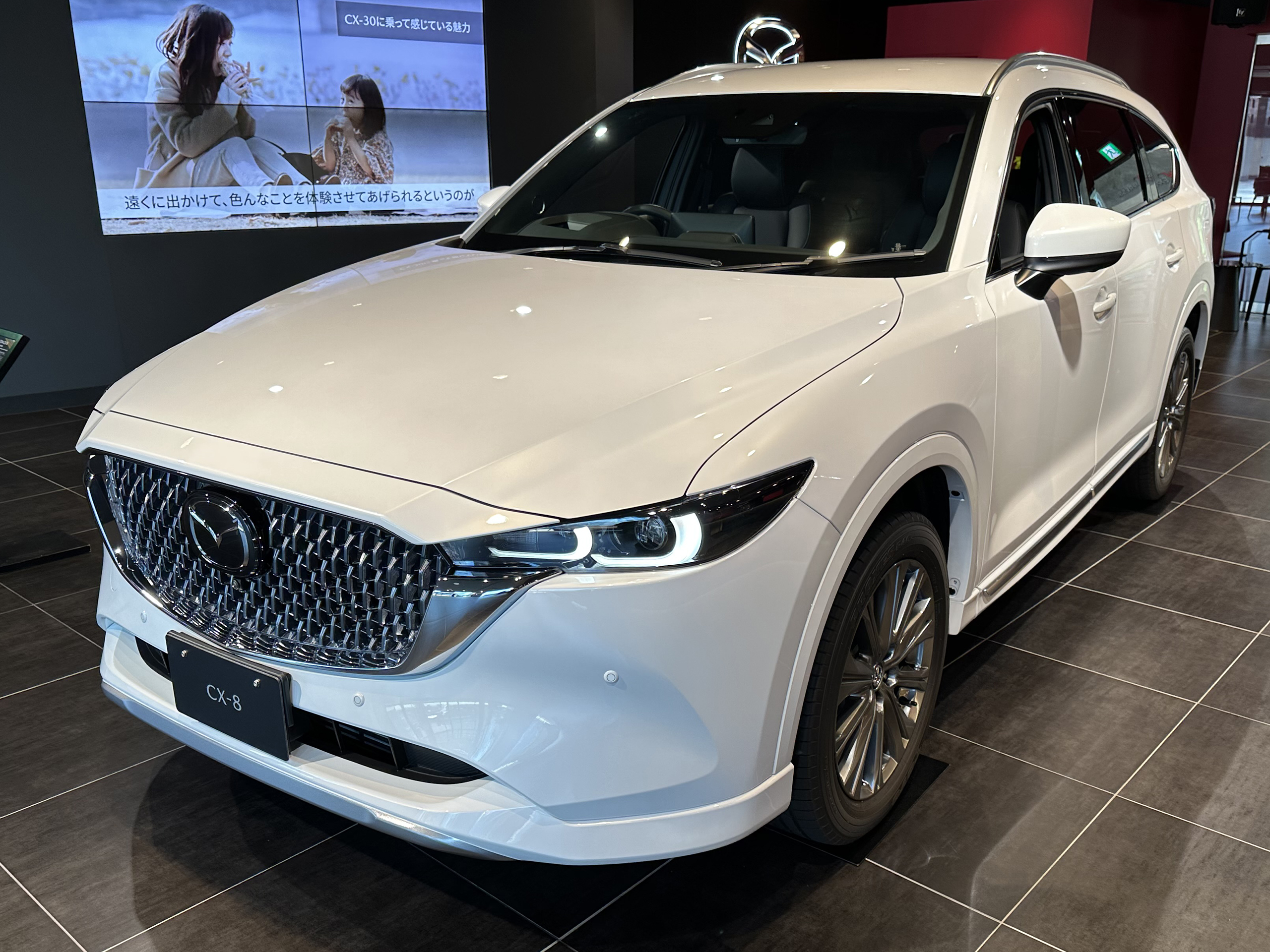
Mazda CX-8 (2022–2023)
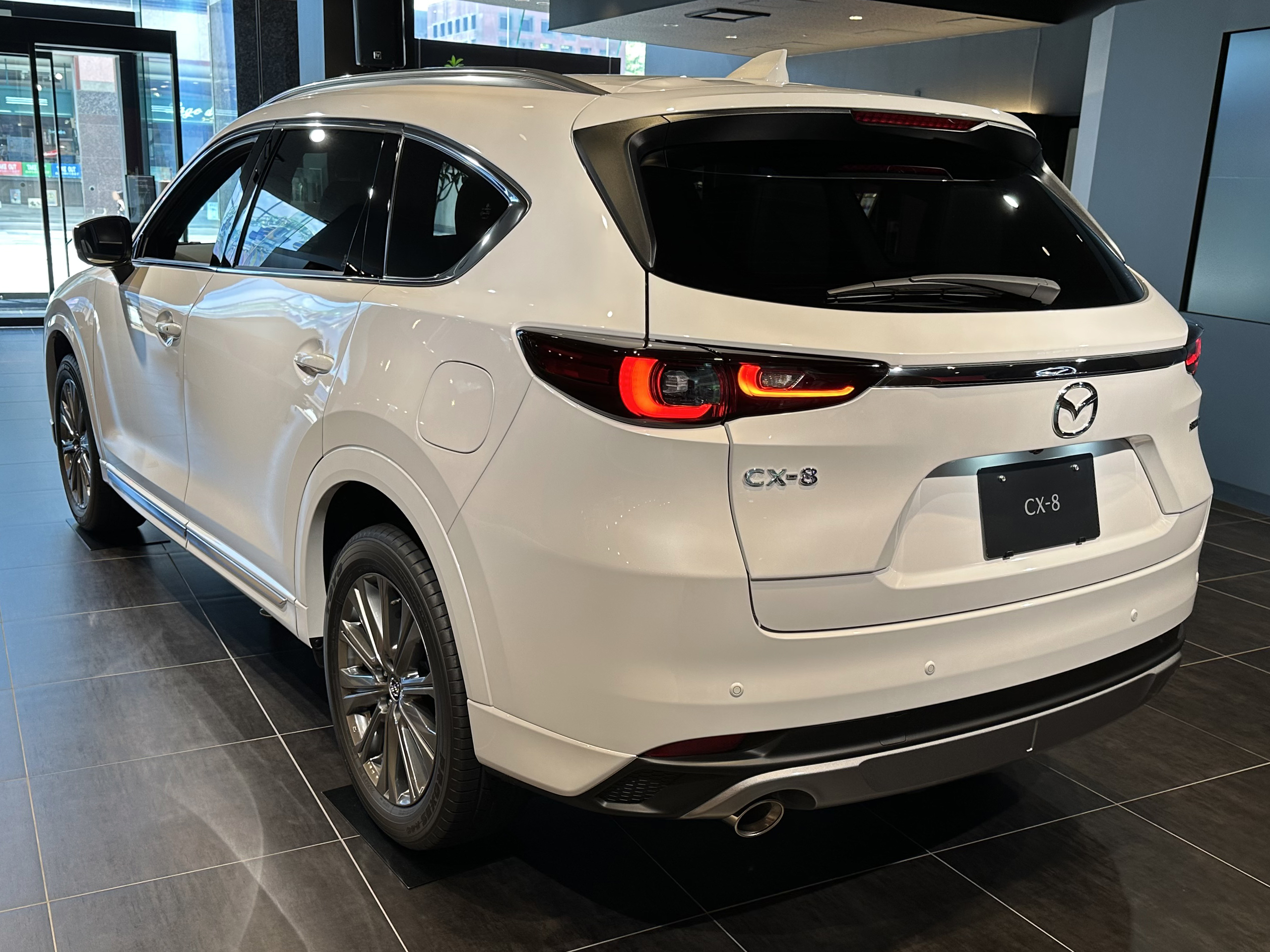
Heckansicht
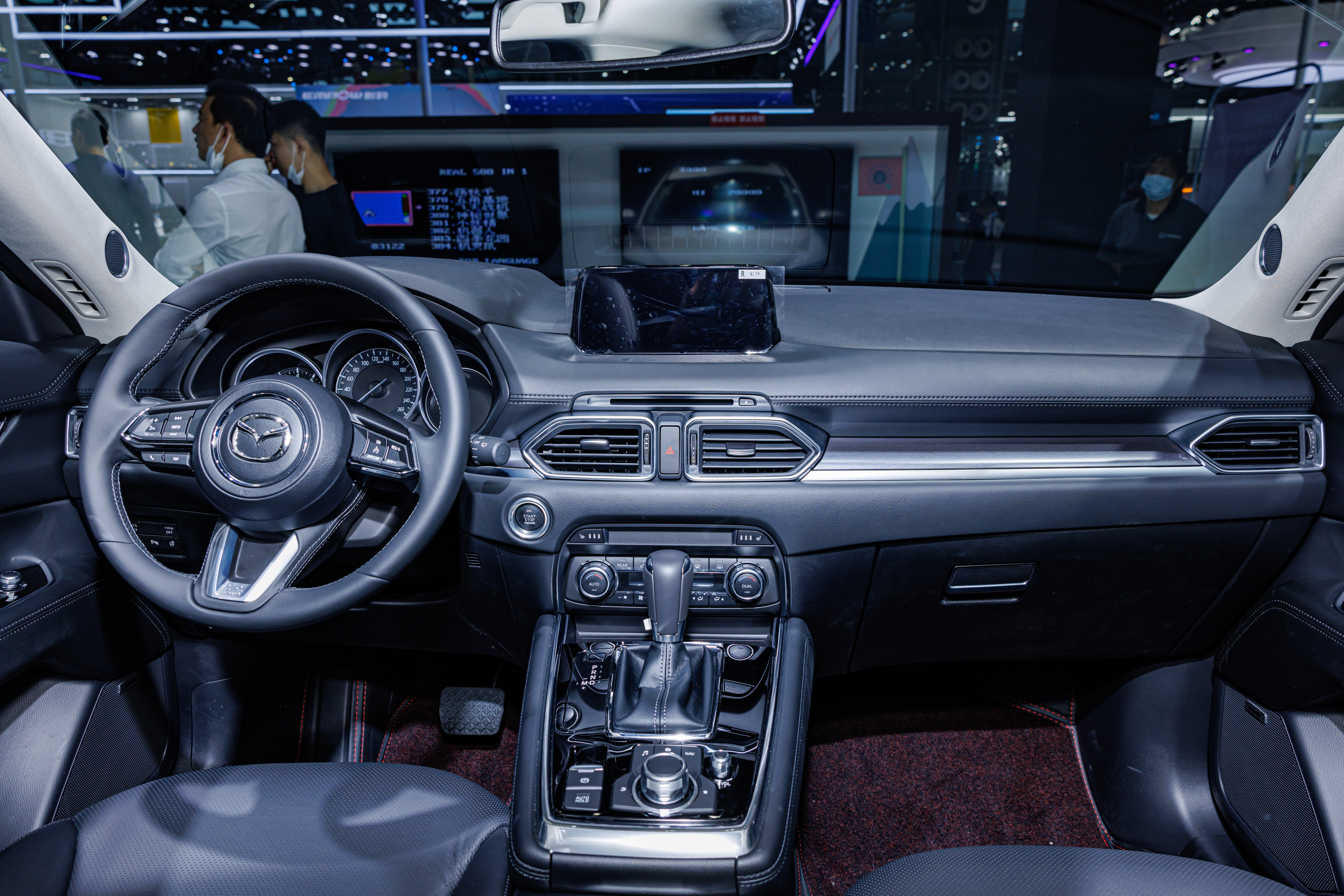
Innenansicht

## Technik
Der Radstand des SUV entspricht mit 2,93 m dem des längeren CX-9. Werden alle Sitzreihen benutzt, beträgt das Kofferraumvolumen nach VDA-Standard 239 Liter, ist die dritte Reihe zusammengeklappt, sind es 572 Liter. Zudem gibt es noch unter dem Kofferraumboden ein Fach, das 65 Liter fasst.
Grundsätzlich standen für den CX-8 ein verhältnismäßig hoch verdichteter 2,5-Liter-SkyActiv-G-Ottomotor und ein verhältnismäßig niedrig verdichteter 2,2-Liter-SkyActiv-G-Dieselmotor zur Auswahl. Der Dieselmotor leistet 140 kW (190 PS) und ist mit SCR und NOx-Speicherkat ausgerüstet. Der Ottomotor wurde in zwei Leistungsvarianten mit 141 kW (192 PS) oder 169 kW (230 PS) angeboten. Abhängig vom Markt konnte auch nur eine Motorisierung verfügbar sein.
Das Fahrwerk hat vorn MacPherson-Federbeine, hinten eine Mehrlenkerachse. Die Scheibenbremsen sind rundum belüftet.
Mit der Modellpflege 2022 werden adaptives Licht, ein radargestützter Tempomat und belüftete Ledersitze angeboten. Die Innenbeleuchtung erfolgt mit LEDs.

### Technische Daten
|                                                       | Skyactiv-G 2.5                | Skyactiv-G 2.5T              | Skyactiv-D 2.2                          |
| Markt                                                 | China, Malaysia               | Japan, Malaysia              | Australien, Japan, Malaysia, Neuseeland |
| Bauzeitraum                                           | 2018–2023                     | 2018–2023                    | 2017–2023                               |
| Motortyp                                              | R4-Ottomotor                  | R4-Ottomotor                 | R4-Dieselmotor                          |
| Gemischaufbereitung                                   | Benzindirekteinspritzung      | Benzindirekteinspritzung     | Common-Rail-Direkteinspritzung          |
| Motoraufladung                                        | —                             | Turbolader                   | Turbolader                              |
| Verdichtungsverhältnis                                | 13,0 : 1                      | 13,0 : 1                     | 14,4 : 1                                |
| Hubraum                                               | 2488 cm³                      | 2488 cm³                     | 2191 cm³                                |
| max. Leistung                                         | 141 kW (192 PS) bei 6000/min  | 169 kW (230 PS) bei 4250/min | 140 kW (190 PS) bei 4500/min            |
| max. Drehmoment                                       | 258 Nm bei 4000/min           | 420 Nm bei 2000/min          | 450 Nm bei 2000/min                     |
| Antrieb, serienmäßig                                  | Vorderradantrieb              | Vorderradantrieb             | Vorderradantrieb                        |
| Antrieb, optional                                     | (Allradantrieb)               | (Allradantrieb)              | (Allradantrieb)                         |
| Getriebe                                              | 6-Stufen-Automatikgetriebe    | 6-Stufen-Automatikgetriebe   | 6-Stufen-Automatikgetriebe              |
| Höchstgeschwindigkeit                                 | 196 km/h                      | k. A.                        | 200 km/h                                |
| Beschleunigung, 0–100 km/h                            | k. A.                         | k. A.                        | k. A.                                   |
| Leergewicht in kg                                     | 1781 kg                       | 1810–1830 kg (1880–1900 kg)  | 1830–1840 kg (1910–1959 kg)             |
| Kraftstoffverbrauch auf 100 km (kombiniert) nach WLTP | 7,8–7,9 l Super (8,3 l Super) | 8,2 l Super (8,5 l Super)    | 6,5 l Diesel (6,7 l Diesel)             |
| Tankinhalt                                            | 72 l (74 l)                   | 72 l (74 l)                  | 72 l (74 l)                             |

- Werte in runden Klammern gelten für Allradversion.